# Kraljevsko ugarsko domobranstvo
Kraljevsko Ugarsko Domobranstvo (Magyar Királyi Honvédség, königlich ungarische Landwehr), najčešće samo Honvéd, bilo je sastavnica austrougarske vojske od 1867. do 1918., uz zajedničku vojsku i Carsko i kraljevsko domobranstvo (u austrijskom dijelu).

## Nastanak
Honvedi vuku podrijetlo iz revolucije 1848., kada je organizirana mađarska vojska. Austrougarskom nagodbom 1867. osnovana je zajednička austrougarska vojska, koja se dijeli na stalnu vojsku i bojno pomorstvo, domobranstvo (posebno za austrijski, posebno za ugarski dio Monarhije) te isto tako i pučki ustanak. Zajednička vojska ima zadaću braniti dvojnu monarhiju protiv "izvanjskog neprijatelja i uzdržavati red i sigurnost u zemlji". Domobranstvu je zadaća podupirati zajedničku vojsku i braniti granice od napada, te iznimno za održavanje reda i sigurnosti. Pučki se ustanak predviđa kao krajnja obrambena mjera u ratu u slučaju prodora neprijatelja na teritorij Monarhije. Vojna obveza u zajedničkoj vojsci traje 10 godina (3 godine li postrojbi i 7 godina u pričuvi), a u domobranstvu 12 godina (2 godine u postrojbi i 10 godina u pričuvi).
Sukladno tome, ustrojeno je ugarsko kraljevsko (pod imenom honvédség) i austrijsko carsko (pod imenom landwehr) domobranstvo.

## Ustroj
- I domobransko okružje (njem. I. Landwehrdistrikt;  M.kir. I. budapesti honvéd kerületi parancsnokság) – Budimpešta
- II domobransko okružje (njem. II. Landwehrdistrikt;  M.kir. II. szegedi honvéd kerületi parancsnokság) – Segedin
- III domobransko okružje (njem. III. Landwehrdistrikt; M.kir. II. kassai honvéd kerületi parancsnokság) – Košice
- IV domobransko okružje (njem. IV. Landwehrdistrikt;  M.kir. IV. pozsonyi honvéd kerületi parancsnokság) – Požun
- V domobransko okružje (njem. V. Landwehrdistrikt;  M.kir. V. kolozsvári honvéd kerületi parancsnokság) – Koložvar
- VI hrvatsko-slavonsko domobransko okružje (njem. VI. Kroat.-slawon. Landwehrdistrikt;  M.kir. VI. zágrábi horvát-szlavon kerületi parancsnokság) – Zagreb

VI, kasnije VII hrvatsko-slavonsko domobransko okružje imalo je poseban položaj u pitanjima časnika, jezika, zastava i obilježja. Nazivalo se i Hrvatsko domobranstvo.
Honvédség je imalo 32 pješačke pukovnije (od kojih 4 hrvatske), 10 husarskih (jedna hrvatska) i 8 domobranskih poljskih topničkih pukovnija (jedna hrvatska).